# 포뮬러 원 카
포뮬러 원 카(Formula One car) 또는 F1 카(F1 car)는 전후면 날개가 상당히 크고 엔진이 운전자 뒤에 위치하며 포뮬러 원 경주 이벤트에서 경쟁하는 데 사용되는 단일 좌석, 개방형 조종석, 오픈 휠 포뮬러 경주용 자동차이다. 자동차에 적용되는 규정은 챔피언십마다 고유하며 자동차는 레이싱 팀이 직접 제작해야 한다고 명시하고 있지만 설계와 제조는 아웃소싱할 수 있다. 포뮬러 원 드라이버는 최대 6개의 측면 g의 코너링 힘을 경험한다.

## 같이 보기
- 피토 튜브